# العلاقات القرغيزستانية المدغشقرية
العلاقات القيرغيزستانية المدغشقرية هي العلاقات الثنائية التي تجمع بين قيرغيزستان ومدغشقر.

## مقارنة بين البلدين
هذه مقارنة عامة ومرجعية للدولتين:
| وجه المقارنة                                              | قيرغيزستان                      | مدغشقر                      |
| --------------------------------------------------------- | ------------------------------- | --------------------------- |
| المساحة (كم2)                                             | 199.95 ألف                      | 587.04 ألف                  |
| عدد السكان (نسمة)                                         | 6.20 مليون                      | 25.57 مليون                 |
| الكثافة السكانية (ن./كم²)                                 | 31.01                           | 43.56                       |
| العاصمة                                                   | بيشكك                           | أنتاناناريفو                |
| اللغة الرسمية                                             | اللغة الروسية، اللغة القيرغيزية | اللغة الملغاشية، لغة فرنسية |
| العملة                                                    | سوم قيرغيزستاني                 | أرياري مدغشقري              |
| الناتج المحلي الإجمالي (بليون دولار)                      | 7.56 مليار                      | 11.50 مليار                 |
| الناتج المحلي الإجمالي (تعادل القوة الشرائية) بليون دولار | 20.45 مليار                     | 35.51 مليار                 |
| الناتج المحلي الإجمالي الاسمي للفرد دولار أمريكي          | 1.10 ألف                        | 401                         |
| الناتج المحلي الإجمالي للفرد دولار أمريكي                 |                                 | 1.44 ألف                    |
| مؤشر التنمية البشرية                                      | 0.655                           | 0.510                       |
| رمز المكالمات الدولي                                      | +996                            | +261                        |
| رمز الإنترنت                                              | .kg                             | .mg                         |
| المنطقة الزمنية                                           | ت ع م+06:00                     | ت ع م+03:00                 |

## منظمات دولية مشتركة
يشترك البلدان في عضوية مجموعة من المنظمات الدولية، منها:
| علم المنظمة | اسم المنظمة                                                | تاريخ انضمام قيرغيزستان | تاريخ انضمام مدغشقر |
| ----------- | ---------------------------------------------------------- | ----------------------- | ------------------- |
|             | مؤسسة التنمية الدولية                                      | 24 سبتمبر 1992          | 25 سبتمبر 1963      |
|             | يونسكو                                                     | 2 يونيو 1992            | 10 نوفمبر 1960      |
|             | وكالة ضمان الاستثمار متعدد الأطراف                         | 21 سبتمبر 1993          | 8 يونيو 1988        |
|             | الأمم المتحدة                                              | 2 مارس 1992             | 20 سبتمبر 1960      |
|             | العملية المشتركة للاتحاد الأفريقي والأمم المتحدة في دارفور | ?                       | ?                   |
|             | الاتحاد البريدي العالمي                                    | ?                       | ?                   |
|             | البنك الدولي للإنشاء والتعمير                              | 18 سبتمبر 1992          | 25 سبتمبر 1963      |
|             | الاتحاد الدولي للاتصالات                                   | 20 يناير 1994           | 11 مايو 1961        |
|             | منظمة حظر الأسلحة الكيميائية                               | ?                       | ?                   |
|             | مؤسسة التمويل الدولية                                      | 11 فبراير 1993          | 27 سبتمبر 1963      |
|             | منظمة التجارة العالمية                                     | ?                       | ?                   |
|             | منظمة الشرطة الجنائية الدولية                              | ?                       | ?                   |

## وصلات خارجية
- موقع وزارة الخارجية القيرغيزستانية